# Karsin (plaats)
Karsin (Duits: Karßin) is een dorp in het Poolse woiwodschap Pommeren, in het district Kościerski. De plaats maakt deel uit van de gemeente Karsin en telt 2200 inwoners.

## Verkeer en vervoer
- Station Karsin